# You're on Your Own, Kid (pjesma Taylor Swift)
"You're on Your Own, Kid" je pjesma američke kantautorice Taylor Swift s njenog desetog studijskog albuma, Midnights (2022.). Pjesmu su napisali i producirali Swift i Antonoff. Pjesma je optimistična pjesma s prigušenim gitarama i sintisajzerima koji se postupno razvijaju. U stihovima, pripovjedačica razmišlja o svom odrastanju, o tome kako se nosila s neuzvraćenom ljubavi i svojim karijernim ambicijama.
Glazbeni kritičari pohvalili su pjesmu zbog, kako su ih smatrali, ranjive, ali ipak pune nade poruke u njezinim tekstovima. Protumačili su pjesmu "Sam si, mali" kao Swiftin odraz njezinog slavnog i osobnog života, uključujući poremećaj prehrane od kojeg je patila. Komercijalno, ušao je u prvih 10 ljestvica u Australiji, Kanadi, Irskoj, Maleziji, Filipinima, Singapuru i Sjedinjenim Državama, te je dosegao broj sedam na Billboard Global 200.

## Pozadina
Američka kantautorica Taylor Swift najavila je svoj deseti studijski album na dodjeli MTV Video Music Awards 2022. 28. kolovoza 2022. Kasnije je otkrila naziv albuma, Midnights, i naslovnicu albuma na društvenim mrežama, ali popis pjesama nije odmah otkriven.
21. rujna 2022., točno mjesec dana prije izlaska albuma, Swift je na platformi društvenih medija TikTok najavila kratku seriju od trinaest epizoda pod nazivom Midnights Mayhem with Me. Svrha serije je objaviti naslov pjesme svake epizode kotrljanjem lutrijskog kaveza koji sadrži trinaest ping pong loptica označenih brojevima od jedan do trinaest; svaka kuglica predstavlja stazu. 
Deseta epizoda objavljena je nekoliko dana kasnije, u kojoj je Swift otkrila petu pjesmu s albuma, "You're on Your Own, Kid".
"You're on Your Own, Kid", uz trinaest najavljenih pjesama i dodatnih iznenađujuće objavljenih pjesama za izdanje Midnightsa u 3 ujutro, objavljena je 21. listopada 2022. pod izdavačkom kućom Republic Records. "Strings Remix" pjesme je uključen u CD Deluxe izdanje albuma. Godine 2023. Swift je izvela "You're on Your Own, Kid" kao "pjesmu iznenađenja" na odabranim datumima turneje "The Eras Tour", uključujući Tampu, Florida (14. travnja), Los Angeles, Kalifornija (5. kolovoza) i Mexico City , Meksiko (26. kolovoza).

## Zasluge
- Taylor Swift – vokal, tekstopisac, producent
- Jack Antonoff – tekstopisac, producent, programiranje, asistent miks inženjera, udaraljke, Juno 6, Mellotron, moog sintisajzer, električne gitare, bas, prateći vokali, snimanje
- Evan Smith – sintisajzeri, snimanje, mastering za vinil
- Laura Sisk – snimka
- Sean Hutchinson – bubnjevi, udaraljke, snimanje
- Megan Searl – pomoćnica inženjera
- Jon Sher – pomoćni inženjer
- John Rooney – pomoćni inženjer
- Serban Ghenea – miks inženjer
- Bryce Bordone – pomoćni inženjer miksa
- Randy Merrill – master inženjer

## Ljestvice
| Ljestvice              | Najviša pozicija |
| ---------------------- | ---------------- |
| Argentina              | 98               |
| Australija             | 6                |
| Češka                  | 26               |
| Danska                 | 40               |
| Filipini               | 6                |
| Francuska              | 107              |
| Hong Kong              | 49               |
| Hrvatska               | 18               |
| Indija                 | 19               |
| Island                 | 13               |
| Južna Afrika           | 19               |
| Kanada                 | 6                |
| Litva                  | 24               |
| Luksemburg             | 22               |
| Mađarska               | 36               |
| Malezija               | 11               |
| Norveška               | 34               |
| Novi Zeland            | 20               |
| Njemačka               | 98               |
| Portugal               | 13               |
| Singapur               | 6                |
| SAD                    | 8                |
| Slovačka               | 32               |
| Španjolska             | 39               |
| Švedska                | 27               |
| Švicarska              | 27               |
| Ujedinjeno Kraljevstvo | 65               |
| Vijetnam               | 13               |